# Parco nazionale delle Alpi Meridionali

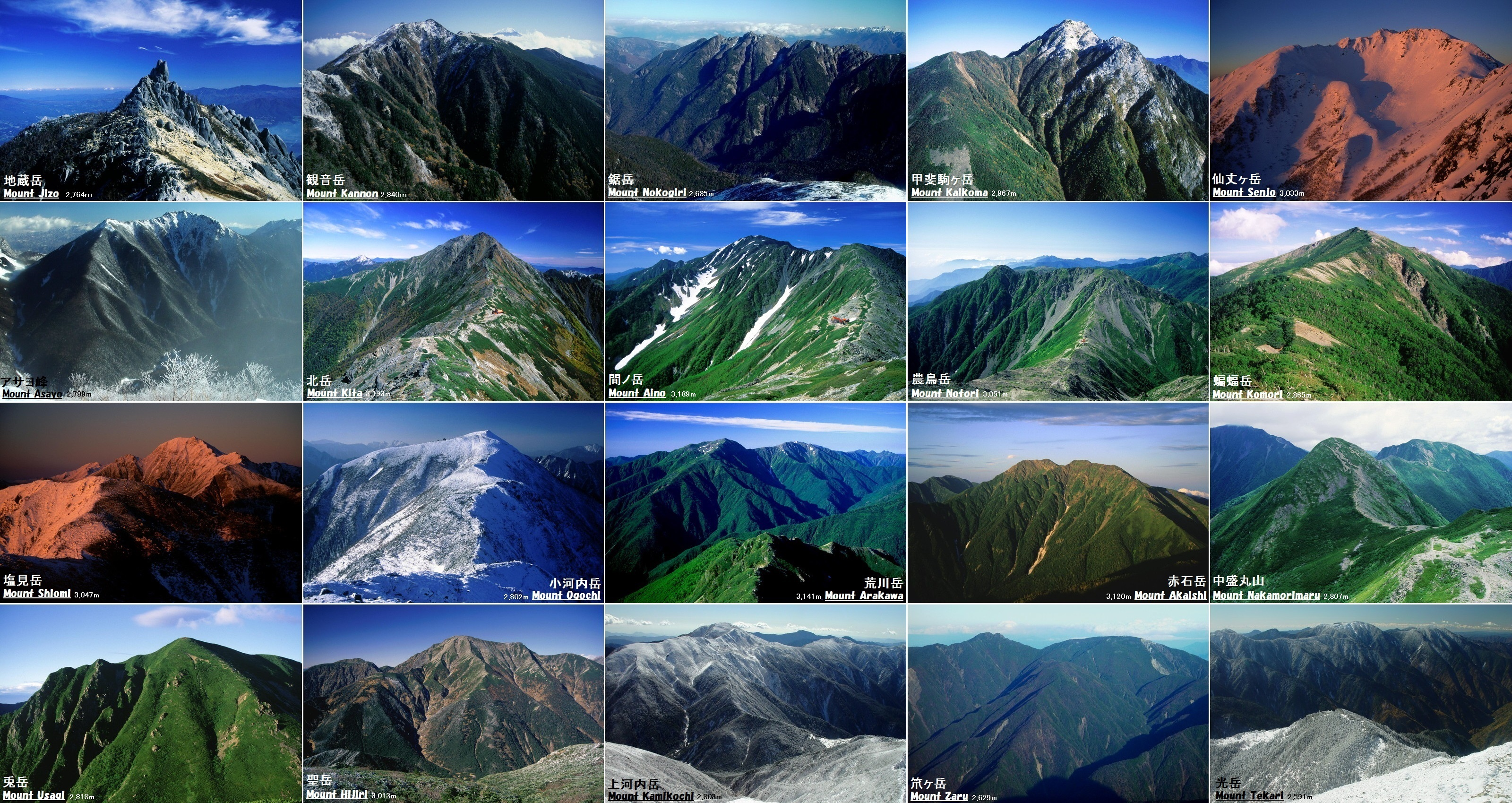
Ciascuna delle montagne del parco nazionale delle Alpi Meridionali

Il parco nazionale delle Alpi Meridionali (南アルプス国立公園?, Minami Arupusu Kokuritsu Kōen) è un parco nazionale tra i monti Akaishi, nella regione di Chūbu in Giappone. Istituito il 1º giugno 1964, si estende lungo il confine tra le prefetture di Shizuoka, Yamanashi e Nagano per una lunghezza di 55 km e una larghezza massima di 18 km, per una superficie totale di 358 km2.

## Geografia
Il parco si trova in una regione molto montuosa, incentrata sui monti Akaishi con parecchie vette famose di oltre 3.000 m di altezza, tra le quali il Koma-ga-take, il Senjō-ga-take, l'Akaishi-dake e il Kita-dake. Il parco custodisce anche le sorgenti dei fiumi Fuji, Ōi e Tenryū.

## Flora e fauna
La flora del parco comprende estesi boschi di faggio giapponese, pino nano siberiano e peccio.
La fauna più grande è rappresentata dal kamoshika, mentre tra le specie aviarie più note è da citare la pernice bianca. Altri grandi animali includono l'orso dal collare, il cinghiale e il cervo del Giappone (sika).

## Turismo
Il parco ha attrezzature pubbliche minimali e si può raggiungere solo attraverso scalate tra le montagne.